# Strega Bianca (DC Comics)
La Strega Bianca è un personaggio immaginario della DC Comics. È uno dei membri della Legione dei Supereroi nel XXX secolo. Il suo vero nome è Mysa Nal, mentre nelle storie della Legione della Silver Age in Adventure Comics, il suo nome era Xola Aq. Il fatto che il suo nome fosse Mysa Nal è dovuto a una retcon. È la sorella della Legionaria, Dream Girl e figlia dell'ex Alto Veggente di Naltor, Kiwa Nal. Come Dream Girl, è una nativa del pianeta Naltor, dove quasi tutti possiedono il potere della precognizione; tuttavia, a differenza di molti Naltoriani, Mysa non può prevedere il futuro.

## Biografia del personaggio
Per compensare la sua inabilità di prevedere il futuro, fu addestrata nelle arti mistiche del pianeta Zerox, noto come il "Mondo degli Stregoni", divenendo una maga completa. Mostrò un'attitudine innata per la magia, ed eccelse facilmente nei suoi studi, con grande dispiacere dello stregone Mordru. Inizialmente, Mysa aveva capelli rossi, ma addestrandosi nella magia, sia i capelli che la sua pelle divennero bianchi, e i suoi occhi rosso brillanti. Il cambiamento avvenne gradualmente dopo che Dream Girl sua sorella la liberò dalle grinfie della "Strega".
Comparve per la prima volta in Adventure Comics n. 350 come La Strega, un'apparente utilizzatrice della magia ed un'agente del criminale Principe Evillo. Quando la Legione si scontrò con lui, due misteriosi nuovi membri, "Sir Prize" e "Miss Terious", in realtà Star Boy e Dream Girl, gettarono un incantesimo che le restituì la sua vera forma. Fu più tardi rivelato che la sua trasformazione fu attuata dal mago criminale Mordru.
Mysa si unì alla Legione dopo averli aiutati a sconfiggere Darkseid nella famosa storia della Legione, Great Darkness Saga. Mysa si dimostrò un valido membro, venendo sempre in aiuto della Legione con un incantesimo o due. Una caratteristica che allontanò la Strega Bianca dai tipici maghi dei fumetti fu la specifica limitazione della sua abilità di gettare incantesimi; all'epoca poteva memorizzare solo un tot di incantesimi. A differenza di personaggi come Dottor Strange o Dottor Fate, Mysa doveva studiare prima di lanciare un incantesimo. Più avanti, doveva lanciarne un paio per memorizzarli.
La Strega Bianca giocò un ruolo da protagonista, nelle cosiddette, "Guerre di Magia", che concluse la terza serie di Legion of the Super-Heroes.

### Il matrimonio con Mordru
Alcuni anni dopo, dopo aver lasciato la Legione, sposò Mordru, il signore del caos, e visse con lui sul pianeta Tharn, a quel punto, sottomesso ed invaso dal potere magico del marito. In questo periodo, Mysa fu sottomessa e sottoposta ad una sorta di manipolazione mistica, finché la Legione non giunse sul pianeta per cercarla, al comando di Rond Vidar. Mysa fu anche utilizzata come vascello fisico per l'anima senza corpo di Amethyst, uno dei Signori dell'Ordine, attualmente attivo nel corrente Universo DC. Fu questa l'incarnazione della quasi sconfitta della Legione che condusse Mysa a dichiarare guerra a suo marito, per poi riunirsi al gruppo. Appena prima dell'Ora zero, venne ringiovanita da Glorith fino all'età di una teenager, apparentemente felice del cambiamento. Assunse il nome in codice di Jewel, dall'inglese, gioiello, ritirandosi sotto terra con i suoi compagni Legionari.

### Rinnovamento della Legione
Nella continuità post-Ora Zero, Mysa non era più sorella di Dream Girl, piuttosto, figlia di Mordru.
Unica sopravvissuta di un gruppo di stregoni che imprigionò Mordru, passò un secolo preparandosi per il suo ritorno, manipolando per la maggior parte della sua vita, Zoe Saugin per utilizzarla quale potente alleata contro la successiva rinascita di Mordru. Dopo la rinascita di Mordru, Mysa fu riportata all'età fisica in cui lo batté la prima volta aiutando la Legione nella sua cattura. Mysa andò a vivere sul Mondo degli Stregoni e si innamorò di Dragonmage.

### Versione del terzo rinnovo
Nella continuità della "Terza versione", la Strega Bianca comparve come membro dei Wanderers di Mekt Ranzz. Il suo pianeta natale fu menzionato come "Sconosciuto".

### Post-Crisi Infinita
Nella storia, Superman e la Legione dei Super Eroi, presentava un gruppo di Legionari basati sulle incarnazioni originali pre-Crisi, Spider Girl scambiò Mysa con Mordru in cambio della promessa di quest'ultimo di non attaccare la Terra. Alla fine della storia, Wildfire riferì a Superman che Dawnstar possedeva il blocco per la locazione di Mysa, mentre Chameleon Girl gli assicurò che la Legione avrebbe trovato Mysa e i rimanenti membri perduti.

### Crisi finale: la Legione dei 3 mondi
Nella miniserie, Crisi finale: la Legione dei 3 mondi, la Strega Bianca venne imprigionata sul Mondo degli Stregoni da Mordru, finché non venne liberata dai membri della Legione, della quale faceva anche parte Blok. Fu rivelato a questo punto che Blok e Mysa avevano una relazione, brevemente accennata come una cotta non corrisposta di Blok nella Legione pre-Crisi. La loro fuga, tuttavia, fu sventata da Mordru, e quindi dalla Legione dei Supercriminali di Superboy-Prime. Mysa utilizzò l'abilità di rintracciamento di Dawnstar per aprire un portale direttamente nel quartier generale della Legione. Il suo compagno della Legione, la Lanterna Verde, Rond Vidar, costrinse i suoi compagni di squadra ad entrare nel portale per prevenire che LOVS li seguisse. Tornati al quartier generale della Legione, Mysa tentò di aprire un altro portale per salvare Rond, ma ormai era troppo tardi, in quanto fu ucciso da Superboy Prime.
Brainiac 5 quindi chiese alla Strega Bianca di gettare un incantesimo su una vecchia palla di cristallo spazio-temporale della Justice League per riportare la versione precedente della Legione e quella successiva per aiutare la versione attuale a sconfiggere Superboy Prime.
Nel mezzo della battaglia, il Legionario Kinetix, possedeva poteri magici di base. Fu ucciso e Mordru ne assorbì sia la forza vitale che tutti i poteri magici. Dato che il suo pianeta parallelo venne distrutto dalla seconda Crisi, Kinetix possedeva anche le energie magiche di tutto quell'universo, ora passati a Mordru. Mordru iniziò ad utilizzare questo vasto potere accresciuto in favore dei criminali, per poi lanciare un brutale attacco su Blok per liberare Mysa. Mysa attaccò riluttante Mordru, con uno dei suoi incantesimi neri che le permise di rubare la forza vitale e la magia in una vampata scintillante di luce. Mysa ri-emerse come Strega Nera con un costume nero ed i capelli neri, utilizzando i suoi nuovi poteri per sconfiggere la maggior parte dei criminali da sola.
Alla fine della storia, la Strega Nera rimase un membro della Legione. Tuttavia, Blok avvertì un cambiamento nella trasformazione della sua amata. Il suo dubbio crebbe quando lei ritornò sul Mondo degli Stregoni e volle il trono di Mordru, votandosi alla vigilanza contro il Male.
Più tardi, Blok cercò ancora il Mondo degli Stregoni, solo per scoprire che la Strega Nera sedeva sul suo trono di fronte a numerose persone imprigionate, dietro di lei, sotto gli incantesimi nella pietra. Venivano fuori dal muro i volti di Alan Scott, la magica Lanterna Verde Torquemada, Blue Devil, Zatanna, Raven e Kid Devil. Più tardi, sia lei che Blok consolidarono la loro relazione, sperando di utilizzare il potere nero di Mordru per il bene del pianeta.

## Altri media
La Strega Bianca comparve nell'episodio Trials della serie animata Legion of Super Heroes, non come Legionaria, ma come una guida olografica all'interno di un braccialetto incantato. Dirigeva il mago bandito Zyx nel tentativo, attraverso alcune prove, di riavere la sua magia. Fu doppiata dall'attrice Lauren Tom.